# Remo nos Jogos Paralímpicos de Verão de 2016 - Skiff simples masculino
As disputas do skiff simples masculino, parte do remo nos Jogos Paralímpicos de Verão de 2016, foi realizada entre 9 e 11 de setembro na Lagoa Rodrigo de Freitas, Rio de Janeiro, Brasil.

## Resultados

### Classificatória
C1
| Pos. | Atleta             | País               | Tempo   | Notas           |
| ---- | ------------------ | ------------------ | ------- | --------------- |
| 1    | Roman Polianskyi   | UKR Ucrânia        | 4:44.70 | Recorde pessoal |
| 2    | Huang Cheng        | CHN China          | 4:59.61 |                 |
| 3    | Blake Haxton       | USA Estados Unidos | 5:00.57 |                 |
| 4    | Rene Pereira       | BRA Brasil         | 5:05.12 |                 |
| 5    | Alexander Van Holk | NED Países Baixos  | 5:07.20 |                 |
| 6    | Itaken Kipelian    | KEN Quênia         | 5:27.94 |                 |

C2
| Pos. | Atleta            | País              | Tempo   | Notas |
| ---- | ----------------- | ----------------- | ------- | ----- |
| 1    | Erik Horrie       | AUS Austrália     | 4:45.87 |       |
| 2    | Tom Aggar         | GBR Grã-Bretanha  | 4:50.99 |       |
| 3    | Fabrizio Caselli  | ITA Itália        | 5:10.02 |       |
| 4    | Augustas Navickas | LTU Lituânia      | 5:10.24 |       |
| 5    | Park Jun-ha       | KOR Coreia do Sul | 5:10.75 |       |
| 6    | Johannes Schmidt  | GER Alemanha      | 5:27.77 |       |

### Repescagem
R1
| Pos. | Atleta           | País              | Tempo   | Notas |
| ---- | ---------------- | ----------------- | ------- | ----- |
| 1    | Huang Cheng      | CHN China         | 4:59.50 | Q     |
| 2    | Rene Pereira     | BRA Brasil        | 5:04.62 | Q     |
| 3    | Park Jun-ha      | KOR Coreia do Sul | 5:07.49 | Q B   |
| 4    | Fabrizio Caselli | ITA Itália        | 5:08.96 | Q B   |
| 5    | Itaken Kipelian  | KEN Quênia        | 5:35.45 | Q B   |

R2
| Pos. | Atleta             | País               | Tempo   | Notas |
| ---- | ------------------ | ------------------ | ------- | ----- |
| 1    | Tom Aggar          | GBR Grã-Bretanha   | 4:56.17 | Q     |
| 2    | Blake Haxton       | USA Estados Unidos | 5:03.43 | Q     |
| 3    | Alexander Van Holk | NED Países Baixos  | 5:07.87 | Q B   |
| 4    | Johannes Schmidt   | GER Alemanha       | 5:22.97 | Q B   |
| 5    | Augustas Navickas  | LTU Lituânia       | 5:13.07 | Q B   |

### Final
B
| Pos. | Atleta             | País              | Tempo   | Notas |
| ---- | ------------------ | ----------------- | ------- | ----- |
| 1    | Alexander Van Holk | NED Países Baixos | 5:04.94 |       |
| 2    | Fabrizio Caselli   | ITA Itália        | 5:06.37 |       |
| 3    | Park Jun-ha        | KOR Coreia do Sul | 5:08.78 |       |
| 4    | Augustas Navickas  | LTU Lituânia      | 5:10.21 |       |
| 5    | Johannes Schmidt   | GER Alemanha      | 5:12.14 |       |
| 6    | Itaken Kipelian    | KEN Quênia        | 5:39.22 |       |

A
| Pos.              | Atleta           | País               | Tempo   | Notas           |
| ----------------- | ---------------- | ------------------ | ------- | --------------- |
| Medalha de ouro   | Roman Polianskyi | UKR Ucrânia        | 4:39.56 | Recorde pessoal |
| Medalha de prata  | Erik Horrie      | AUS Austrália      | 4:42.94 |                 |
| Medalha de bronze | Tom Aggar        | GBR Grã-Bretanha   | 4:50.90 |                 |
| 4                 | Blake Haxton     | USA Estados Unidos | 4:54.25 |                 |
| 5                 | Huang Cheng      | CHN China          | 4:54.43 |                 |
| 6                 | Rene Pereira     | BRA Brasil         | 5:04.90 |                 |

Legenda
| Recorde mundial      | Recorde mundial (World record)               |                       | Recorde africano                      | Recorde africano (African) |                                           | Q | Classificado por posição (Qualified) |
| Recorde paralímpico  | Recorde paralímpico (Paralympic record)      | Recorde da América    | Recorde da América (Americas)         | q                          | Classificado por melhor tempo (Qualified) |   |                                      |
| Melhor marca do ano  | Melhor marca do ano (World leading)          | Recorde asiático      | Recorde asiático (Asian)              | DNS                        | Não largou (Did not start)                |   |                                      |
| Recorde nacional     | Recorde nacional (National record)           | Recorde europeu       | Recorde europeu (European)            | DNF                        | Não terminou (Did not finish)             |   |                                      |
| Recorde pessoal      | Recorde pessoal do atleta (Personal best)    | Recorde da Oceania    | Recorde da Oceania (Oceania)          | DSQ / DQ                   | Desclassificado (Disqualified)            |   |                                      |
| Recorde da temporada | Recorde da temporada do atleta (Season best) | Recorde sul-americano | Recorde sul-americano (South America) | NM                         | Sem marca (No mark)                       |   |                                      |